# Georgia Film Critics Association Awards 2018
7. ročník předávání cen asociace Georgia Film Critics Association se konal dne 12. ledna 2019. Nominace byly oznámeny dne 7. ledna 2019.

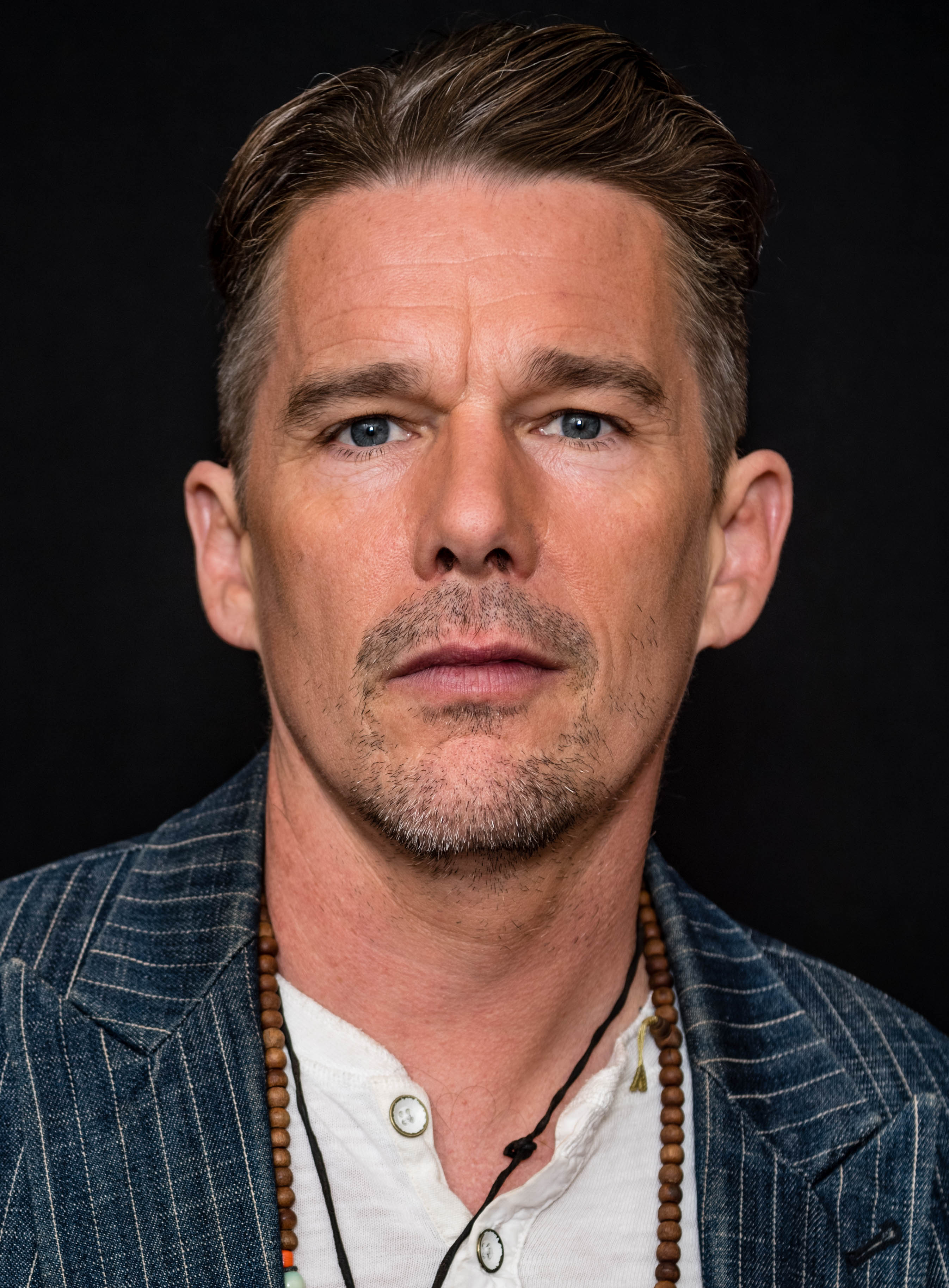
Ethan Hawke, vítěz v kategorii nejlepší herec v hlavní roli

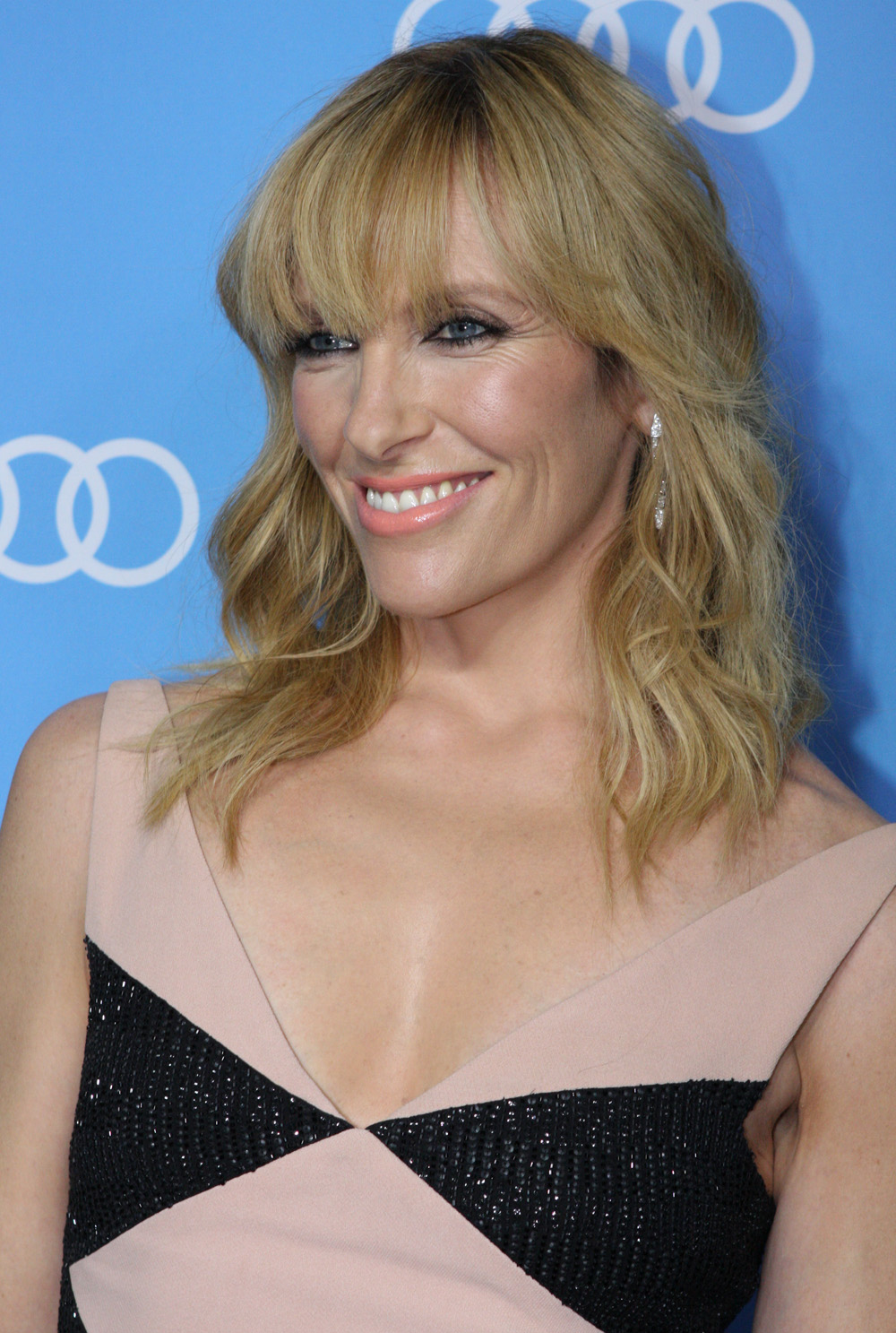
Toni Collette, vítězka v kategorii nejlepší herečka v hlavní roli

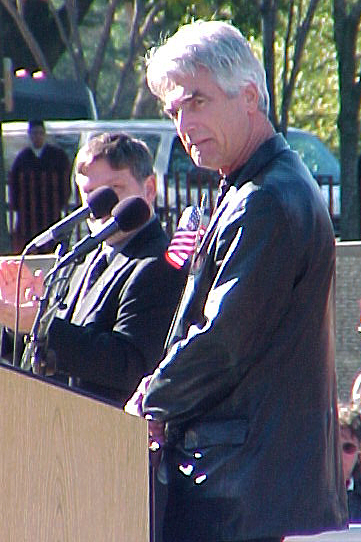
Sam Elliott, vítěz v kategorii nejlepší herec ve vedlejší roli

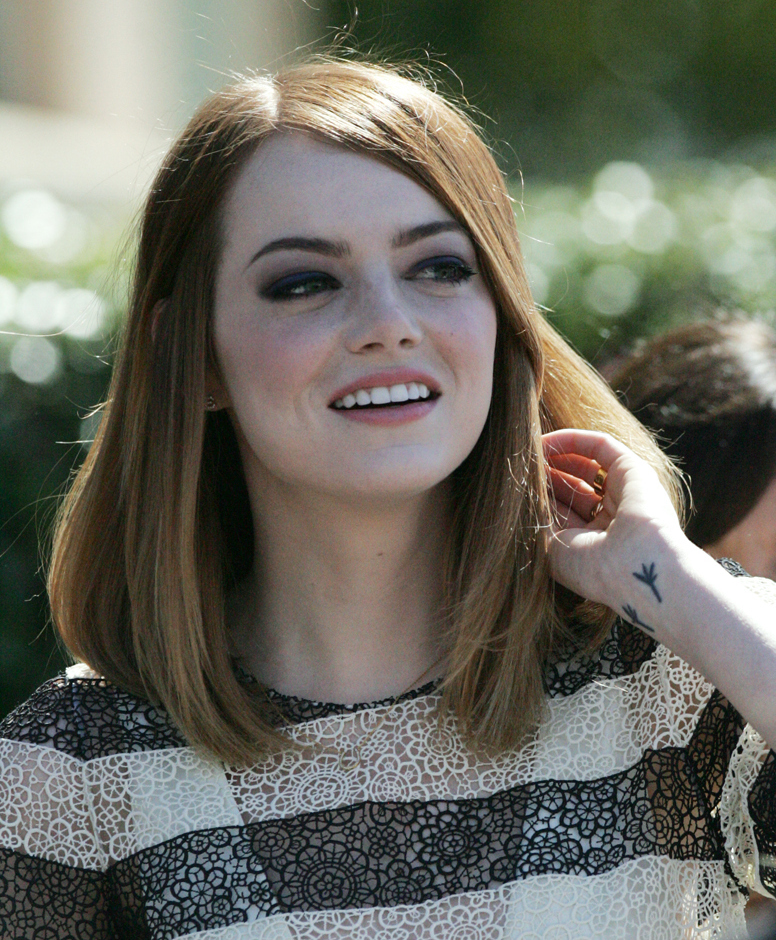
Emma Stoneová, vítězka v kategorii nejlepší herečka ve vedlejší roli

## Vítězové a nominovaní

### Nejlepší film
Zrodila se hvězda
- BlacKkKlansman
- Eighth Grade
- Favoritka
- První člověk
- Zoufalství a naděje
- If Beale Street Could Talk
- Roma
- Tiché místo
- Won't You Be My Neighbor?

### Nejlepší režisér
Alfonso Cuarón – Roma
- Bradley Cooper – Zrodila se hvězda
- Barry Jenkins – If Beale Street Could Talk
- Spike Lee – BlacKkKlansman
- Yorgos Lanthimos – Favoritka

### Nejlepší adaptovaný scénář
Charlie Wachtel, David Rabinowitz, Kevin Willmott, a Spike Lee – BlacKkKlansman
- Barry Jenkins – If Beale Street Could Talk
- Joe Robert Cole a Ryan Coogler – Black Panther
- Bradley Cooper, Will Fetters a Eric Roth – Zrodila se hvězda
- Debra Granik a Anne Rosellini – Beze stop

### Nejlepší původní scénář
Bo Burnham – Eighth Grade
- Alfonso Cuarón – Roma
- Deborah Davis a Tony McNamara – Favoritka
- Paul Schrader – Zoufalství a naděje
- Bryan Woods, Scott Beck a John Krasinski– Tiché místo

### Nejlepší herec v hlavní roli
Ethan Hawke – Zoufalství a naděje
- Christian Bale – Vice
- Bradley Cooper – Zrodila se hvězda
- Rami Malek – Bohemian Rhapsody
- John David Washington – BlacKkKlansman

### Nejlepší herečka v hlavní roli
Toni Collette – Děsivé dědictví
- Olivia Colmanová – Favoritka
- Lady Gaga – Zrodila se hvězda
- Yalitza Aparicio – Roma
- Elsie Fisher – Eighth Grade

### Nejlepší herec ve vedlejší roli
Sam Elliott – Zrodila se hvězda
- Richard E. Grant – Can You Ever Forgive Me?
- Mahershala Ali – Zelená kniha
- Adam Driver – BlacKkKlansman
- Timothée Chalamet – Beautiful Boy

### Nejlepší herečka ve vedlejší roli
Emma Stoneová – Favoritka
- Amy Adams – Vice
- Claire Foy – První člověk
- Thomasin Harcourt McKenzie – Beze stop
- Regina Kingová – If Beale Street Could Talk
- Rachel Weisz – Favoritka

### Nejlepší dokument
Won't You Be My Neighbor?
- Free Solo
- Minding the Gap
- RBG
- Three Identical Strangers

### Nejlepší cizojazyčný film
Roma
- Vzplanutí
- The Guilty
- Zloději
- Studená válka

### Nejlepší animovaný film
Spider-Man: Paralelní světy
- Mirai no mirai
- Úžasňákovi 2
- Psí ostrov
- Raubíř Ralf a internet

### Nejlepší kamera
Alfonso Cuarón – Roma
- James Laxton – If Beale Street Could Talk
- Robbie Ryan – Favoritka
- Linus Sandgren – První člověk
- Rachel Morrison – Black Panther

### Nejlepší výprava
Fiona Crombie a Alice Felton – Favoritka
- Hannah Beachler a Jay Hart – Black Panther
- Nathan Crowley a Kathy Lucas – První člověk
- Mark Friedberg a Kris Moran – If Beale Street Could Talk
- Adam Stockhausen a Mark Scruton – Ready Player One: Hra začíná

### Nejlepší skladatel
Justin Hurwitz – První člověk
- Nicholas Britell – If Beale Street Could Talk
- Ben Salisbury a Geoff Barrow – Annihilation
- Terence Blanchard – BlacKkKlansman
- Ludwig Göransson – Black Panther
- Alexandre Desplat – Psí ostrov

### Nejlepší filmová píseň
„Shallow“ – Lady Gaga, Mark Ronson, Anthony Rossomando a Andrew Wyatt (Zrodila se hvězda)
- „All the Stars“ – Kendrick Lamar, SZA, Mark Spears, Al Shuckburgh a Anthony Tiffith (Black Panther)
- „Girl in the Movies“ – Dolly Parton a Linda Perry (Já, knedlíček)
- „Maybe It's Time“ – Jason Isbell (Zrodila se hvězda)
- „The Place Where the Lost Things Go“ – Marc Shaiman a Scott Wittman (Mary Poppins se vrací)
- „Suspirium“ – Thom Yorke (Suspiria)
- „Trip A Little Light Fantastic“ – Marc Shaiman a Scott Wittman (Mary Poppins se vrací)

### Nejlepší obsazení
Favoritka
- Black Panther

- Šíleně bohatí Asiati
- If Beale Street Could Talk
- Vdovy

### Objev roku
Elsie Fisher – Eighth Grade
- Yalitza Aparicio – Roma
- Lady Gaga – Zrodila se hvězda
- KiKi Layne – If Beale Street Could Talk
- Thomasin Harcourt McKenzie – Beze stop

### Ocenění Oglethorpe
Ryan Coogler a Joe Robert Cole – Black Panther
- Avengers: Infinity War
- Boy Erased
- The Emissary
- První člověk
- Noční hra
- The Hate U Give
- Já, Simon
- Poor Jane
- Still